# Falcidens sterreri
Falcidens sterreri är en blötdjursart som först beskrevs av Salvini-plawen 1967.  Falcidens sterreri ingår i släktet Falcidens och familjen Chaetodermatidae. Arten är reproducerande i Sverige. Inga underarter finns listade i Catalogue of Life.